# Heinrich Deubel
Heinrich Deubel (Ortenburg, 19 febbraio 1890 – Dingolfing, 2 ottobre 1962) è stato un militare tedesco delle SS. Ha servito come comandante nel campo di concentramento di Dachau.

## Biografia
Deubel è nato a Ortenburg (Baviera). Figlio di un postino, entra a fare parte dell'esercito imperiale tedesco. Ha trascorso 12 anni in servizio, anche se ha trascorso la maggior parte della prima guerra mondiale come prigioniero di guerra degli inglesi.

## Carriera politica
Di destra per inclinazione, Deubel si è iscritto ai Freikorps e ad altri gruppi politici minori di destra e antisemiti, già dalla più tenera età. Egli è entrato ufficialmente nel partito nazista nei primi mesi del 1920, insieme al suo caro amico Egon Zill, il quale è stato tra l'altro uno tra i primi 200 membri delle SS. Deubel è stato un funzionario presso l'ufficio doganale, prima di iscriversi alle SS, ed intraprendere la carriera militare.

## Comandante a Dachau
Deubel è stato ispettore nel campo di concentramento di Dachau dal 1934, quando il comandante Theodor Eicke è stato promosso ad un ruolo di supervisione in tutti i campi di concentramento. Deubel, ormai Oberführer delle SS, è stato nominato da Eicke come suo successore. Deubel ha comandato il campo dal 1º maggio 1934 fino al 20 aprile 1936. I detenuti hanno descritto il suo regime, come abbastanza liberale, soprattutto se paragonato a quella del suo successore nel ruolo, Hans Loritz.
Durante la sua permanenza come comandante, Deubel è stato ammonito da Heinrich Himmler, a causa di un incidente di pubblica violenza, proprio nel periodo in cui le SS stavano sviluppando una brutta reputazione per i loro metodi violenti ed oltraggiosi in tutta la Germania ed oltre. La vigilia di Natale del 1934, Deubel si trovava alla stazione ferroviaria di Passavia, quando un giovane delle SS ha avuto una colluttazione con un ristretto numero di persone. Quando un poliziotto è intervenuto per arrestare il giovane SS, Deubel è intervenuto, minacciando di trascinare il poliziotto al campo per essere punito come si meritava. Deubel avrebbe poi affermato che in quel momento, sentiva che era suo dovere difendere il suo collega SS. Tuttavia l'incidente ha fatto guadagnare a Deubel un rimprovero da parte di Himmler, rimprovero che è stato ampiamente discusso non solo in Germania ma anche nelle sezioni della stampa d'oltreoceano.

## Arresto e morte
Dopo la seconda guerra mondiale, Deubel fu internato fino al 1948, anche se in ultima analisi, non sono state emesse accuse contro di lui da parte del governo della Germania Ovest.
Deubel è morto a Dingolfing, il 2 ottobre 1962.